# Уильямс, Грегори Алан
Гре́гори А́лан Уи́льямс (англ. Gregory Alan Williams, род. 12 июня 1956, Де-Мойн, Айова) — американский актёр и писатель. Наиболее известен по ролям Гарнера Эллерби в телешоу «Спасатели Малибу» и тренера Патрика Пёрнелла в сериале «Необходимая жестокость».

## Ранняя жизнь
Уильямс родился в Де-Мойне, штат Айова, посещал колледж Коу (англ. Coe College) и служил в корпусе морской пехоты США (англ. United States Marine Corps) до того, как стать актёром.

## Писательство
В дополнение к актёрской профессии, Уильямс ещё и писатель. Он является автором четырёх книг, включая «A Gathering of Heroes: Reflections on Rage and Responsibility: A Memoir of the Los Angeles Riots». Это хроника жизни Уильямса, его столкновения с проявлением расизма и инцидент в 1992 году во время волнений в Лос-Анджелесе, когда он спас жизнь американца японского происхождения мужчины, которого избивали бунтовщики.

## Избранная фильмография

### Кино
| Год  | Название на русском                                      | Название на английском                 | Роль                                | Примечания                                                         |
| ---- | -------------------------------------------------------- | -------------------------------------- | ----------------------------------- | ------------------------------------------------------------------ |
| 1988 | Над законом                                              | Above the Law                          | агент ФБР Халлоран                  | В титрах: Грегори Алан-Уильямс (англ. Gregory Alan-Williams)       |
| 1989 | Высшая лига                                              | Major League                           | охранник в «Bull Pen»               |                                                                    |
| 1989 | Доставить по назначению                                  | The Package                            | полковник Вудс                      |                                                                    |
| 1993 | На линии огня                                            | In the Line of Fire                    | агент секретной службы Мэтт Уайлдер | В титрах: Грег Алан-Уильямс (англ. Greg Alan-Williams)             |
| 1997 | Убийственный вечер                                       | Stag                                   | Тейлор Рандгрен                     | В титрах: ГрегАлан Уильямс (англ. GregAlan Williams)               |
| 2000 | Вспоминая Титанов                                        | Remember the Titans                    | тренер Пол «Док» Хайнс              |                                                                    |
| 2003 | Ритм                                                     | The Beat                               | мистер Бернард                      |                                                                    |
| 2003 | Старая закалка                                           | Old School                             | терапевт                            |                                                                    |
| 2005 | Будь круче!                                              | Be Cool                                | Дэррил                              |                                                                    |
| 2006 | Грязное бельё                                            | Dirty Laundry                          | Перси                               |                                                                    |
| 2008 | Хроника затмения                                         | Mutant Vampire Zombies from the 'Hood! | доктор Реджинальд Монти             |                                                                    |
| 2009 | Коллекционер                                             | The Collector                          | шериф                               |                                                                    |
| 2010 | Помеченный кровью                                        | Blood Done Sign My Name                | доктор Сэмуэл Проктор               |                                                                    |
| 2010 | Супер Макгрубер                                          | MacGruber                              | министр                             |                                                                    |
| 2010 | Братство танца: Возвращение домой                        | Stomp the Yard: Homecoming             | доктор Дэвид Янг                    |                                                                    |
| 2013 | Джимми                                                   | Jimmy                                  | тренер Селларс                      |                                                                    |
| 2013 | Воскрешение Бит Стрит                                    | Beat Street Resurrection               | капитан Тим Ветернс                 | Альтернативное название: «Бит Стрит 2012» (англ. Beat Street 2012) |
| 2013 | Учителя                                                  | Teachers                               | Роберт                              |                                                                    |
| 2014 | Герой                                                    | Hero                                   | Кент Реддинг                        |                                                                    |
| 2014 | Несказанные слова                                        | Unspoken Words                         | мистер Уилли                        |                                                                    |
| 2014 | Рука на миллион                                          | Million Dollar Arm                     | Даг                                 |                                                                    |
| 2015 | Терминатор: Генезис                                      | Terminator Genisys                     | детектив Хардинг                    |                                                                    |
| 2015 | 90 минут на небесах                                      | 90 Minutes in Heaven                   | врач-терапевт                       |                                                                    |
| 2016 | Хуже, чем ложь                                           | Misconduct                             | Ричард Хилл                         |                                                                    |
| 2016 | Расплата                                                 | The Accountant                         | министр финансов                    |                                                                    |
| 2016 | Долгая прогулка Билли Линна в перерыве футбольного матча | Billy Lynn’s Long Halftime Walk        | проповедник                         |                                                                    |
| 2016 | Скрытые фигуры                                           | Hidden Figures                         | Мэрион Смитсон                      |                                                                    |
| 2017 | Геошторм                                                 | Geostorm                               | генерал Монтгафф                    |                                                                    |
| 2019 | В тихом омуте                                            | I See You                              | Спицки                              |                                                                    |
| 2019 | Гори, гори ясно                                          | Brightburn                             | заместитель Дивер                   |                                                                    |
| 2020 | Банкир                                                   | The Banker                             | Бриттон Гарретт                     |                                                                    |

### Телевидение
| Год     | Название на русском                 | Название на английском            | Роль                    | Примечания                          |
| ------- | ----------------------------------- | --------------------------------- | ----------------------- | ----------------------------------- |
| 1989-98 | Спасатели Малибу                    | Baywatch                          | Гарнер Эллерби          | 110 эпизодов                        |
| 1990-91 | Охотник                             | Hunter                            | офицер Питер Хоукинс    | 2 эпизода                           |
| 1991    | Принц из Беверли-Хиллз              | The Fresh Prince of Bel-Air       | охранник                | Эпизод: «Young and the Restless»    |
| 1991    | Рок                                 | Roc                               | Альберт                 | Эпизод: «Requiem for a Garbage Man» |
| 1992-94 | Как в кино                          | Dream On                          | телеведущий             | 4 эпизода                           |
| 1994    | Закон Лос-Анджелеса                 | L.A. Law                          | Эллис Коул              | Эпизод: «Silence Is Golden»         |
| 1995    | Жизнь в одиночестве                 | Living Single                     | Даррен                  | Эпизод: «The Ex-File»               |
| 1995    | Родители                            | The Parent 'Hood                  | тренер Вандерпул        | Эпизод: «Track Dreams»              |
| 1995-97 | Ночи Малибу                         | Baywatch Nights                   | Гарнер Эллерби          | 19 эпизодов                         |
| 1996    | Никто не скажет                     | No One Would Tell                 | детектив Андерсон       | ТВ фильм                            |
| 1996    | Она написала убийство               | Murder, She Wrote                 | лейтенант Пол Брагг     | Эпизод: «Mrs. Parker’s Revenge»     |
| 1997    | Ценою жизни                         | Dying to Belong                   | Карл Ридгели            | ТВ фильм                            |
| 1998    | Семья мамы Флоры                    | Mama Flora’s Family               | Чарли (1941 год)        | ТВ фильм                            |
| 2000    | Городские ангелы                    | City of Angels                    | доктор Нейт Амброуз     | 5 эпизодов                          |
| 2000-01 | Клан Сопрано                        | The Sopranos                      | Реверенд Джеймс младший | 3 эпизода                           |
| 2001-03 | Восточный парк                      | The District                      | Клайв Роджерс           | 13 эпизодов                         |
| 2004    | Практика                            | The Practice                      | прокурор округа         | Эпизод: «Comings and Goings»        |
| 2005    | Детектив Монк                       | Monk                              | Соренсон                | Эпизод: «Mr. Monk and Mrs. Monk»    |
| 2006-11 | Игра                                | The Game                          | доктор Джеймс Барнетт   | 6 эпизодов                          |
| 2007    | Закон и порядок: Специальный корпус | Law & Order: Special Victims Unit | детектив Фолкнер        | Эпизод: «Philadelphia»              |
| 2009-13 | До смерти красива                   | Drop Dead Diva                    | судья Уоррен Либби      | 15 эпизодов                         |
| 2010    | Блудная дочь                        | Preacher’s Kid                    | Бишоп Кинг              |                                     |
| 2010    | Прошлая жизнь                       | Past Life                         | Элай Парсон             | 2 эпизода                           |
| 2011    | Касл                                | Castle                            | Джим Ван-Ипс            | Эпизод: «Lucky Stiff»               |
| 2011-13 | Необходимая жестокость              | Necessary Roughness               | тренер Пёрнелл          | Второстепенная роль                 |
| 2013    | Женись на мне на рождество          | Marry Me for Christmas            | Дональд                 | ТВ фильм                            |